# Alexandre Ramos Samuel
Alexandre Ramos Samuel, genannt Tande (* 20. März 1970 in Rio de Janeiro) ist ein ehemaliger brasilianischer Volleyball- und Beachvolleyballspieler.

## Karriere Halle
Im Alter von zwölf Jahren begann Tande mit dem Volleyball an einer Schule in Botafogo. Seit 1988 spielte er in der brasilianischen Nationalmannschaft, mit der er bei den Olympischen Spielen 1992 in Barcelona die Goldmedaille gewann. 1993 wurde er Sieger in der Weltliga. Bei den folgenden Olympischen Spielen erreichte er mit der Nationalmannschaft 1996 in Atlanta den fünften Platz und 2000 in Sydney Platz sechs.

## Karriere Beach
An der Seite seines Nationalmannschaftskollegen Giovane startete Tande 1997 seine Beachkarriere. 1999 wurde er zum „King of the Beach“ gewählt. Tande startete auf vier Beachvolleyball-Weltmeisterschaften, seine beste Platzierung war ein fünfter Platz 2001 in Klagenfurt. An der Seite von Emanuel war 2001 Tandes erfolgreichstes Jahr am Beach. Emanuel/Tande konnten sechs Siege auf der FIVB World Tour erzielen. Nach einem wenig erfolgreichen Jahr 2003 an der Seite von Pará und Cunha gelangen Tande 2004 und 2005 mit Franco durchweg Top-Ten-Platzierungen. Bei seinem letzten FIVB-Turnier in Vitória erreicht der aus Rio de Janeiro stammende Sportler 2006 zusammen mit Benjamin Insfran das Achtelfinale.

## Privates
Tande ist mit der brasilianischen Schauspielerin Lizandra Souto verheiratet. Die beiden haben zwei Kinder.